# Gerhard Strittmatter
Gerhard Strittmatter (* 27. Juni 1961 in Böblingen) ist ein ehemaliger deutscher Bahnradsportler und Weltmeister im Radsport.

## Sportliche Laufbahn
Bei den UCI-Bahn-Weltmeisterschaften 1982 in Leicester wurde Gerhard Strittmatter gemeinsam mit Roland Günther, Axel Bokeloh und Michael Marx Vize-Weltmeister in der Mannschaftsverfolgung. Im Jahr darauf, bei der WM in Zürich errang der deutsche Bahn-Vierer in der Besetzung Strittmatter, Marx, Rolf Gölz und Roland Günther den Weltmeister-Titel. Er startete für die RSG Böblingen.
Strittmatter hatte sich schon für die Olympischen Spiele 1984 in Los Angeles empfohlen, als er sich bei einem Sturz verletzte. Zur schnelleren Heilung erhielt er – so die offizielle Version des Bundes Deutscher Radfahrer – von Armin Klümper ein verbotenes Anabolika-Präparat, das bei einer Testkontrolle entdeckt wurde. Daraufhin wurde er nicht für den Kader für Los Angeles berücksichtigt.

## Berufliches
Der gelernte Bankkaufmann war stellvertretender Vorstand der Sparkasse Hochschwarzwald.